# Тенницы
Тенницы (лат. Sciomyzidae, от др.-греч. σκιά— «тень»)— семейство насекомых из отряда двукрылых. Личинки большинства видов паразиты и хищники наземных и водных моллюсков.

## Описание
Мелкие и средние по размерам (1,8—11,5) стройные или коренастые мухи. Окраска тела варьирует от блестяще-чёрной до тускло-серой, коричневой или жёлтой. Голова овальной или треугольной формы, равна или немного шире среднеспинки. Лицо в профиль обычно вогнутое. Лобная полоса хорошо развита и блестящая (Tetanocerini) или отсутствует или редуцирована (Sciomyzini). Глазковый треугольник всегда имеется. На орбитальных пластинках обычно имеются одна-две орбитальные щетинки. Передняя пара орбитальных щетинок может быть уменьшена или отсутствует. Глазковые щетинки отсутствуют только у Hedria, Sepedon и Sepedomerus. Заглазковые щетинки параллельные или слегка расходящиеся. Вибриссы отсутствуют. Усики короткие или удлинённые, за счет удлиненния второго членика усика. Третий членик усика овальный или заостренный. Ариста, как правило, дорсальная. Ариста может быть коротко (Elgiva, Coremacera, Liminia) или густо опушенной (Tetanocera, Euthycera, Pherbina). Щупики узкие, удлинённые. Крылья обычно длиннее брюшка, прозрачные, с пятнистым или узорчатым рисунком. Костальная без шипов и разрывов, достигает жилки М1+2. Субкостальная жилка вливается в костальную. Поперечная жилка dm-cu часто изгибом. Анальная жилка обычно достигает края крыла, но укорочена у Colobaea. Жужжальца от маленьких до относительно длинных. Крыловая чешуйка редуцирована. Простернумы голые, реже щетинистые (Pherbellia, Sciomyza, Tetanura и Colobaea). Среднеспинка одноцветная, либо с пятнами и/или с продольными полосами. Щиток с четырьмя, реже с двумя (Sepedon, Dichetophora), щетинками. Бёдра хорошо развиты, обычно с крепкими щетинками. Брюшко умеренно длинное, цилиндрическое.

## Галерея

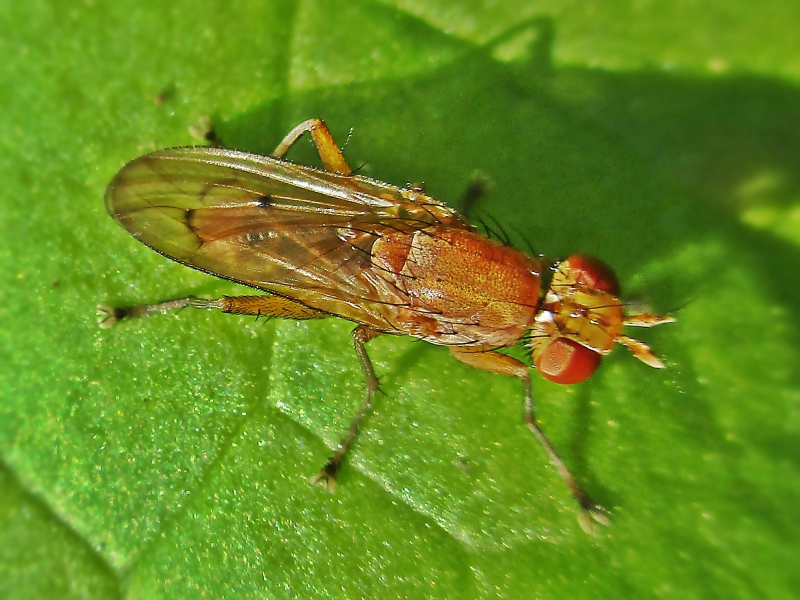
Tetanocera ferruginea
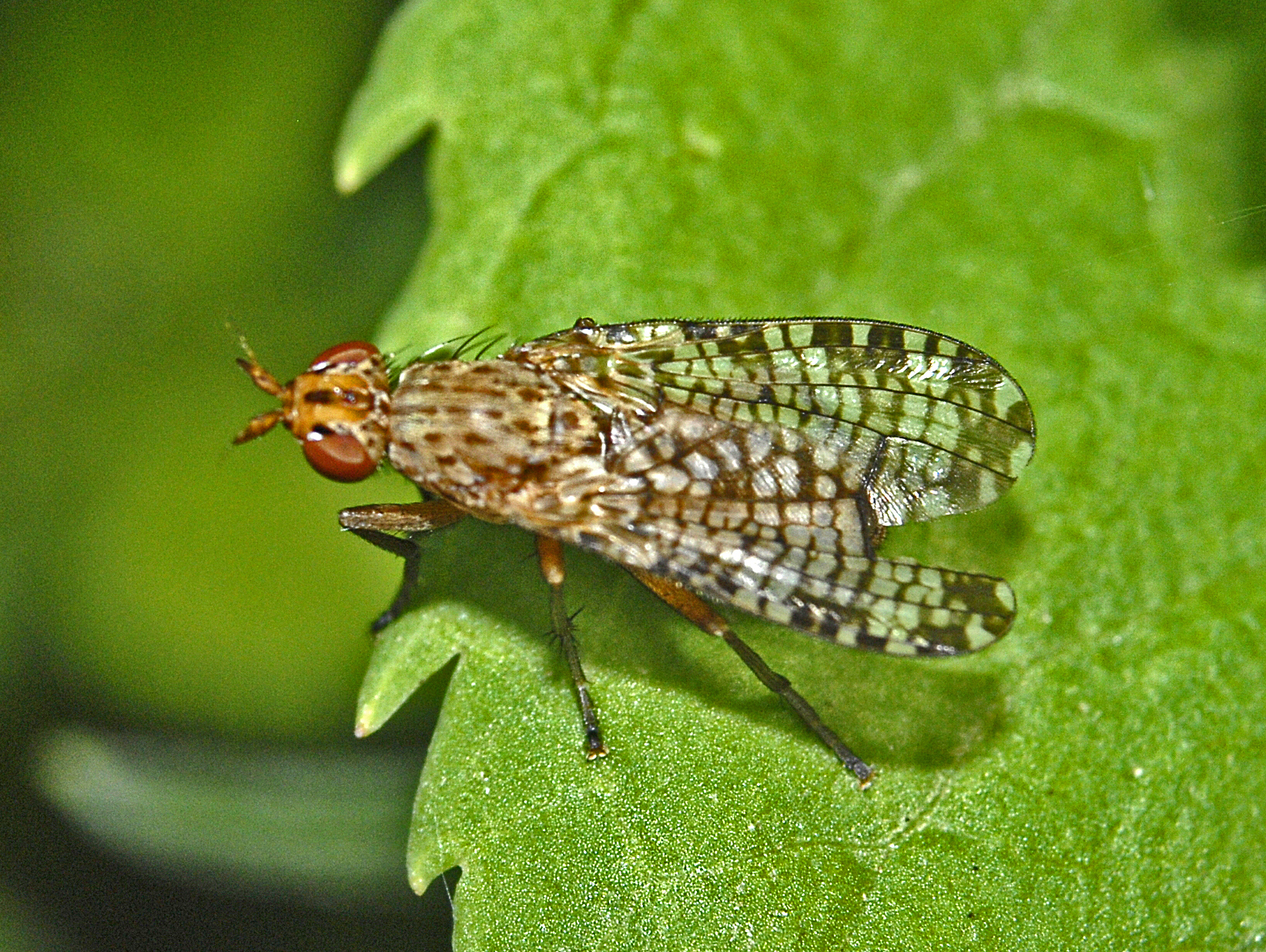
Euthycera chaerophylli
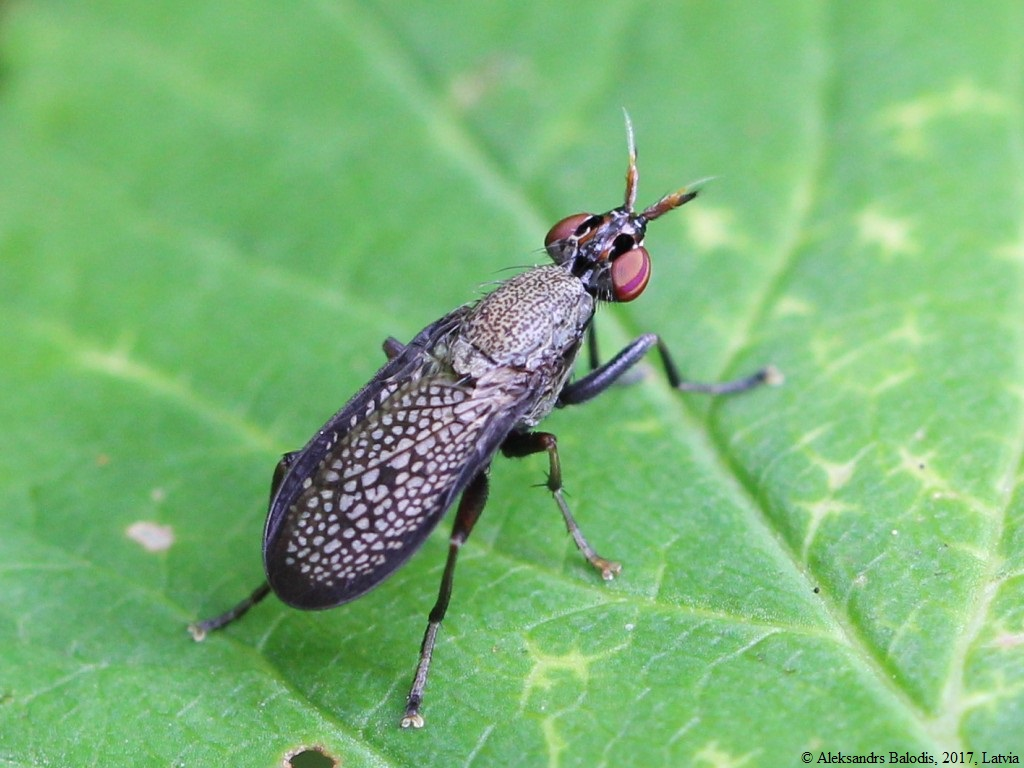
Coremacera marginata
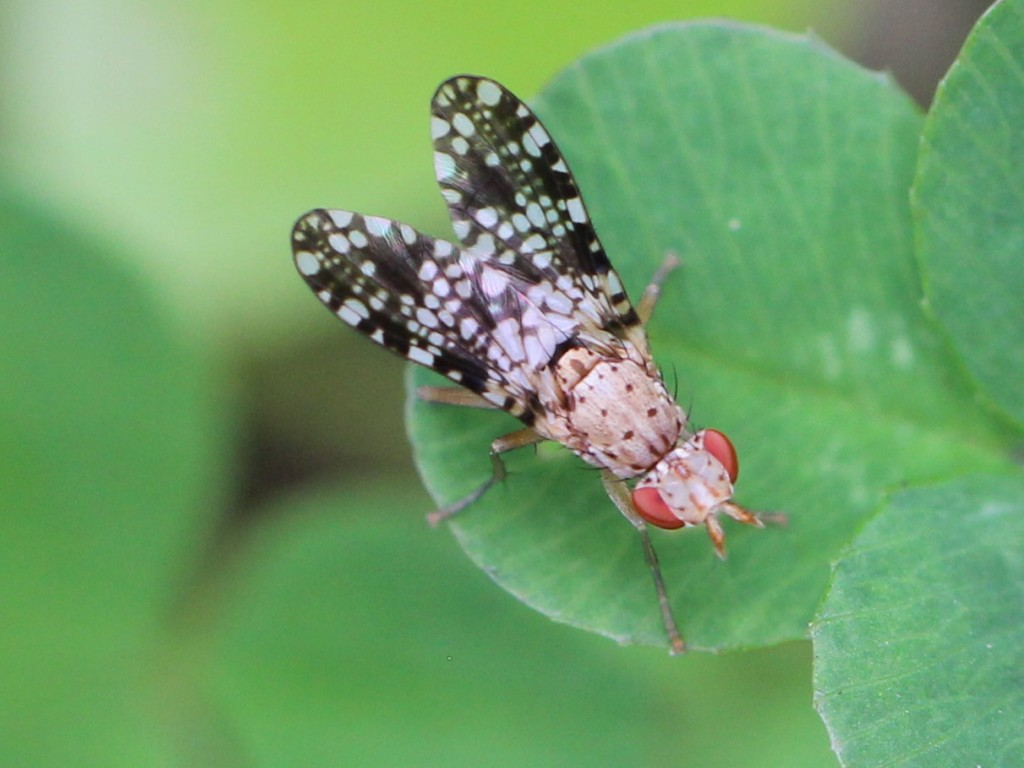
Trypetoptera punctulata

## Биология
Мухи встречаются по берегам стоячих водоемов и медленно текущих водотоков, на болотах и на влажных лугах. Личинки — хищники, паразиты или некрофаги наземных и водных моллюсков. По специализации питания и характеру поведения выделяют от 5 до 16 групп тенниц:
- Хищники водных улиток семейств Lymnaeidae, Planorbidae и Physidae. Личинки способны заглотатывать воздух, что облегчает им плавание[4]. Самки этой группы откладывают яйца на растения, а личинка самостоятельно отыскивает жертву и в течение жизни съедает от 8 до 24 моллюсков[6]. Большинство видов этой группы производят несколько поколений за сезон, а зимуют на стадии куколки, редко имаго. Эта группа представлена родами Dictya, Elgiva, Sepedon и отдельными представителями родов Ilione и Tetanocera[4].
- Хищники двустворчатых моллюсков семейства Sphaeriidae. Личинки могут долгое время находиться под водой, благодаря удлиненным отросткам на каждом сегменте тела, которые действуют как трахейные жабры. Личинки первой стадии ведут паразитический образ жизни, личинки старших поколений быстро убивают своих жертв. Каждая личинка может уничтожить до 30 жертв. К этой группе относятся Renocera, и Ilione lineata[4].
- Паразитоиды лёгочных моллюсков семейств Cochlicopidae, Clausiliidae, Endodontidae, Eulotidae, Helicidae, Succineidae и Vitrinidae. Самка отыскивает жертву, откладывает яйца на раковину. Каждая личинка развивается в одной улитке, а после её гибели окукливается в пустой раковине[6]. Многие виды этой группы производят несколько поколений в году, реже одно поколение. Зимуют обычно на стадии куколки. К этой группе принадлежат большинство представителей трибы Sciomyzini (Colobaea, Pherbellia, Pteromicra, Sciomyza и Tetanura) и некоторые Tetanocerini (Coremacera, Hydromya)[4].
- Хищники и паразитоиды слизней семейств Arionidae и Limacidae. Личинки живут в мантийной полости в течение 25—35 дней, после чего убивают журтву и переселяются в нового слизня. Каждая личинка в течение жизни убивает от 2 до 10 моллюсков. К этой группе относятся представители рода Euthycera и некоторые виды Tetanocera[4].
- Хищники яиц моллюсков родов Physidae, Lymnaea и Succinea. Весь личиночный период занимает 2—4 недели. В конце лета, куколка переходит в диапаузу и перезимовывает. Такая специализация известна только у рода Antichaeta[4][5].
- Хищниками пресноводных олигохет являются Dictya disjuncta, Sepedon knutsoni и представители рода Sepedonella[5][7][8].

Некоторых представителей этого семейства используют для борьбы с моллюсками, вредящими культурным растениям, и моллюсками — промежуточными хозяевами гельминтов. Ряд видов акклиматизирован для этих целей в различных местах.

## Классификация
Тенницы распространены на всех континентах, кроме Антарктиды. В мировой фауне известно 618 видов из 66 родов. В Палеарктике обитает 160 видов, фауне России — 105—110 видов. Cемейство делится на три подсемейства: Huttonininae (2 рода), Salticellinae (1 род Salticella) и Sciomyzinae (57 родов). Sciomyzinae состоит из двух триб Sciomyzini (12 родов) и Tetanocerini (45 родов). Ранее в ранге подсемейства Sciomyzidae включались Phaeomyiinae. В последнее время эта группа рассматривается как сестринское к Sciomyzidae семейство Phaeomyiidae, включающее два рода — Pelidnoptera и Akebono.

## Цитогенетика
Большинство видов тенниц имеют 12 пар хромосом. У представителей рода Pteromicra всего 10 пар хромосом, а у Pteromicra pectorosa (Hendel, 1902) отсутствует Y-хромосома. Самки Sepedon americana Steyskal, 1951 имеют 12 пар хромосом, а самцы 11 пар.

## Палеонтология
В ископаемом состоянии представители семейства известны с олигоцена, найдены доминиканском и балтийском янтарях, в сланцах Колорадо и Вайоминга. Имеется указание на нахождение неописанных видов в нижнемеловых отложениях Испании.